# 山内盛彬
山内 盛彬（やまうち せいひん、1890年3月9日 - 1986年3月17日）は、日本の音楽学者、沖縄の音楽家。

## 経歴
沖縄県首里金城町生まれ、幼くして父母に死別し、宮廷音楽家であった祖父盛熹に育てられ、湛水流・野村流を学ぶ。1908年、沖縄師範学校に入学、音楽学を修め、1912年8月、琉球王府最後のおもろ主取であった宜野湾在住の安仁屋真苅より王府おもろ5曲6節を、また国頭在住の宇座徳守より御座楽を伝授され、採譜するなど沖縄各地に残る古典音楽や地域の音楽を渉猟し、記録に残す。1915年、上京し、東洋音楽学校（現 東京音楽大学）の田辺尚雄に師事するが、祖父の危篤によりすぐに帰郷、遺言に従って琉球音楽の研究と伝承に一生を捧げることを決意し、小学校に勤務しながら採訪を進める。1929年、再び上京し、日本大学で国文学を修め、京橋音楽学校に勤務。柳田國男が主宰する「南島談話会」に入り、伊波普猷・金田一京助らと交流を深める。1948年、親泊興照の依頼により「ヒヤミカチ節」を作曲。戦後の荒廃した沖縄の人々に熱く受け入れられた。作曲した民謡・童謡も数多い。1951年、渡米し、アルゼンチン・ブラジル・チリ・ボリビア・ペルーを巡歴。1959年から1972年にかけて『琉球民俗芸能全集』を自費出版。1960年、沖縄に帰郷、国際大学（現 沖縄国際大学）で琉球音楽史を講じる。1966年7月、コザ市名誉市民となる。1971年より再び渡米し、ブラジルに滞在。1972年、勲四等瑞宝章・緑綬褒章を受章。1975年、沖縄県文化功労賞を受章。1978年、日本に戻り、安仁屋真苅の曽孫にあたる安仁屋眞昭に「王府おもろ」を伝授。9月に沖縄に帰住。1981年、盛彬が伝承する「王府おもろ」が沖縄県無形文化財に認定。1982年、「湛水流伝統保存会」の初代会長に推挙。1986年、千葉市の長男宅に引き取られ、老衰のため埼玉県の新越谷病院にて死去。

## エピソード
祖父の遺志を立派に受け継ぎ、廃絶していた「王府おもろ」を、最後の伝承者が亡くなる直前に採訪して習得し、長い時を経てから伝承者の曽孫に伝授して返すなど、琉球古典音楽・芸能の保存については第一人者として活躍した。御座楽を採訪した帰途、川で溺れそうになったが、譜面は守り抜き「人は一代、楽は末代」と船頭に言って驚かせたという。また男子禁制の儀礼音楽を採訪するために女装で侵入しようとして追い返されたり、ハブの棲息する床下に潜入して危機一髪の経験をしたこともあった。戦後の東京で、研究成果を公刊するために自宅を売り払って粗食で過ごし、孫からはアルバイト代を贈られたという。その反面、戦後はヘブライ人渡来説やムー大陸の存在を実証しようとするなど、超古代史的な世界に熱中したため、音楽・芸能方面の業績にまで疑問をもたれる傾向があった。しかし近年の研究者の追跡調査によって、山内の採訪記録の正確さが確認され、琉球古典音楽の中興の祖として高く評価されるようになっている。

## 著書
- 琉球の音楽 第1集～第3集 私家版, 1950-1954
- (琉球)民俗芸能全集 全22巻 私家版(16-22巻は根元書房), 1959-1972
- 山内盛彬翁 王府おもろ調査報告書(沖縄市文化財調査報告書 第5集) 沖縄市教育委員会, 1983
- 追悼山内盛彬翁顕彰公演 沖縄タイムス社・山内盛彬顕彰会, 1986……同年5月9日沖縄タイムスホール公演プログラム
- 山内盛彬著作集 全3巻 沖縄タイムス社, 1993
- 沖縄の古歌謡・王府おもろとウムイ(CD) フォンテック, 2006……晩年(1981年9月)に山内盛彬が実演した音声を収録